# Bao Youxiang
Bao Youxiang (chinois simplifié : 鲍有祥 ; chinois traditionnel : 鮑有祥 ; pinyin : Bào Yǒuxiáng ; Wade–Giles : Pao Yu-hsiang), également connu sous son nom Wa Tax Log Pang (chinois Wa : Dax Lōug Bang) et son nom birman Pau Yu Chang (birman : ပေါက်ယူချန်း Pauk Yu-hkyan), est l'actuel président du gouvernement populaire de l'État Wa, secrétaire général du Parti uni de l'État Wa et commandant en chef de l'Armée de l'État Wa uni,.

## Biographie

### Jeunesse
Bao Youxiang est né en 1949 d'un chef wa à Kunma, un village wa près de Gawng Lang, dans le nord de l'État Shan. Avant-dernier d'une fratrie de huit, Bao n'a pas quitté son village durant son enfance. À 21 ans, il a rejoint et finalement dirigé un groupe de guérilla wa qui faisait passer de l'opium en contrebande à la frontière sino-birmane.

### Carrière militaire
Bao a rejoint la branche armée du Parti communiste de birmanie (PCB) en 1969. Il a débuté comme commandant de bataillon dans son village natal de Kumna, avant de devenir progressivement chef d'une brigade opérant près de la frontière entre le Myanmar et la Thaïlande. Comme de nombreux villageois wa de la région à l'époque, Bao considérait le PCB comme une source d'armement moderne, d'entraînement au combat et d'amitié.
En 1989, la direction du PCB fut contestée par plusieurs membres du parti, ce qui déclencha une rébellion interne qui aboutit à la dissolution de la branche armée du PCB et à la création de plusieurs nouvelles factions, dont l'Armée unie de l'État Wa, que Bao allait finalement diriger.

### Dirigeant de l'Etat Wa
Après la chute de la branche armée du PCB, Bao a rejoint le Parti Uni de l'État Wa (PUEA) et sa branche armée, l'Armée unie de l'État Wa (AUEW). En 1995, Bao a été élu secrétaire général du PUEA et commandant en chef de l'AEUW, après que Zhao Nyi-Lai, premier et précédent secrétaire général, ait été victime d'un accident vasculaire cérébral. En 2005, sa santé s'est détériorée et Bao Youyi, son frère aîné, l'a remplacé.
Bao est le président de facto de l'État Wa depuis 1995, une entité autonome du nord de l'État Shan, indépendante du Myanmar. Il a constamment exhorté le gouvernement birman à accorder davantage d'autonomie régionale aux minorités ethniques du pays, en échange d'un cessez-le-feu permanent et d'accords de paix avec les groupes insurgés armés.